# Euantha
Euantha är ett släkte av tvåvingar. Euantha ingår i familjen parasitflugor.
Kladogram enligt Catalogue of Life:
| Euantha | \| \| Euantha aucta \| \| \| \| \| \| Euantha interrupta \| \| \| \| \| \| Euantha litturata \| \| \| \| \| \| Euantha pulchra \| \| \| \| \| \| Euantha sabroskyi \| \| \| \| |
|         | \| \| Euantha aucta \| \| \| \| \| \| Euantha interrupta \| \| \| \| \| \| Euantha litturata \| \| \| \| \| \| Euantha pulchra \| \| \| \| \| \| Euantha sabroskyi \| \| \| \| |
|         | Euantha aucta |
|         | |
|         | Euantha interrupta |
|         | |
|         | Euantha litturata |
|         | |
|         | Euantha pulchra |
|         | |
|         | Euantha sabroskyi |
|         | |